# 戦え!超ロボット生命体トランスフォーマー スクランブルシティ発動編
『戦え!超ロボット生命体トランスフォーマー スクランブルシティ発動編』（たたかえ ちょうロボットせいめいたいトランスフォーマー スクランブルシティはつどうへん）は、日本が製作したトランスフォーマーシリーズのOVA作品。タカラ・東映動画制作。
トランスフォーマー関連商品におまけで付属するロボットポイントを一定数集めることで購入できる通販限定のオリジナルビデオ作品であったが、後にLD・DVDの特典映像として収録された。Blu-rayの特典映像としても収録されている。

## 特徴
前半はテレビ放映話の編集版ダイジェスト。中盤より新規製作のオリジナルアニメが展開される。
内容は玩具展開されていた「スクランブルシティ計画」のストーリーラインをアニメ化したもので、その世界観は本編の流れとは部分的に異なるパラレルワールドとしての位置づけとなっている。ウルトラマグナス、メトロフレックスなどが『2010』に先駆けて登場。作中ではテレビアニメ本放送では行われなかったスクランブル合体ロボの手足入れ替えが見られる。
オープニング映像は原語版のものが流用されているが、テーマ曲が日本語版のため足りない尺の部分を本編のカットを挿入することで調整している。テロップは後の『ザ☆ヘッドマスターズ』同様「黒縁のない白色の手書きテロップ」で表示していた。

## あらすじ
デストロンのビルドロン部隊が合体することで誕生した巨人兵デバスター。その強大な力に悩まされ続けていたサイバトロンは、デバスターを超える合体戦士と、彼らを運用するための要塞を開発する「スクランブルシティ計画」を秘密裏に進めていた。しかし、その隠密活動を察知したデストロンはカセットロン部隊をサイバトロン秘密工場に潜入させる。彼らはブロードキャスト率いるカセットボット部隊の迎撃を潜り抜け、スクランブルシティ計画の全貌をデストロン基地に伝えるのだった。
スクランブルシティ計画を知ったデストロンの破壊大帝メガトロンは、ジェットロン部隊とビルドロン部隊を秘密工場破壊に向かわせた。これを迎え撃たんとサイバトロン総司令官コンボイはサイバトロン戦士たちを引き連れて迎撃に向かう。しかし、ビルドロン部隊は合体しデバスターとなって襲い掛かる。このピンチにシティコマンダー・ウルトラマグナスは戦場に新戦力を派遣する。サイバトロンの航空戦力・エアーボット部隊である。彼らの活躍によりサイバトロン戦士はデバスターを撃退することに成功する。
この事態にメガトロンは、第二陣として自陣の新戦力を向かわせた。車両に変形する戦士で構成された陸戦部隊・スタントロンである。再びエアーボット部隊を連れて迎撃態勢に入るコンボイ。エアーボット部隊は合体しスペリオンとなってデストロンを迎え撃つ。だがスタントロン部隊も合体し、メナゾールとなって対抗する。スペリオンとメナゾールはお互いスクランブル合体システムを駆使して一進一退の攻防を繰り広げる。だがそこへデストロン軍団の増援、兵器軍団コンバットロン部隊が現れた。コンバットロンはブルーティカスへと合体し、メナゾールと二体がかりでスペリオンを追い詰めにかかる。絶体絶命かと思われたそのとき、救急部隊プロテクトボットの合体戦士ガーディアン、そして遂に完成したスクランブルシティ・メトロフレックスがメナゾールとブルーティカスの前に立ちはだかった。強力なメトロフレックスの一撃を受け、退却してゆくデストロン。そしてスクランブルシティ計画の成果に歓声を上げるサイバトロン戦士たち。しかしその目前、海中から突如として超巨大恐竜型メカが現れた。デストロンもまた、ダイノベース・ダイノザウラーという要塞型兵士を開発していたのである。
スクランブル合体戦士、そしてスクランブルシティ対ダイノベース。戦いは、新たな局面をむかえようとしている…。

## 登場人物
新規作画場面に出演した者のみ。キャラクターの詳細は『戦え!超ロボット生命体トランスフォーマー』および『戦え!超ロボット生命体トランスフォーマー2010』、各部隊のリンク先を参照のこと。

### サイバトロン戦士

#### サイバトロン
総司令官コンボイ
声 - 玄田哲章
平和を愛するサイバトロンの総司令官。スクランブルシティ計画完遂のため苦しい戦いを強いられる。
シティコマンダーウルトラマグナス
声 - 銀河万丈
シティコマンダー。スクランブルシティ建設の指揮を執り、苦戦するコンボイにスクランブルシティを出撃させる。
本作品でウルトラマグナスを演じた銀河万丈は後の『トランスフォーマー アニメイテッド』でもウルトラマグナスを演じた。
副官マイスター
警備員アイアンハイド
戦士トラックス
戦術家スモークスクリーン
デストロンとの戦闘に出撃。
建築家グラップル
シティ建設に従事。
メトロフレックス
防衛都市スクランブルシティから移動要塞、さらにロボット形態に変形する、身長1,000mに達する大型トランスフォーマー。

#### ミニボット部隊
情報員バンブル
声 - 塩屋翼
シティ建設に従事。スパイクに休憩を取ることを促していた。
戦士ワーパス
デストロンとの戦闘に出撃。

#### カセットボット部隊
ステレオラジオカセットにトランスフォームするブロードキャストの胸の中に収納されていて、カセットテープからトランスフォームする小型のトランスフォーマー。
通信員ブロードキャスト
声 - 難波圭一
カセットボット部隊を指揮し、カセットロン部隊を迎撃するが、ラットバットの進入を許してしまう。
追跡員スチールジョー
カセットボットの一員。カセットテープからライオンに変形。
情報員アムホーン
カセットボットの一員。カセットテープからサイに変形。

#### エアーボット部隊
ジェット機に変形する航空戦力。5体合体して合体戦士スペリオンになる。
エアーボット指揮官シルバーボルト
声 - 西村知道
エアーボット部隊リーダー。
航空戦略家スカイダイブ
声 - 城山知馨夫
偵察員ファイアーボルト
声 - 塩屋翼
スペリオンのタイプチェンジにおいて、合体を間違え、デッドエンドに先を越され窮地を招いてしまった。
副官スリング
戦士エアーライダー
合体戦士スペリオン
声 - 西村知道
エアーボット部隊五体が合体した姿。本作品では「パワータイプ」「アタックタイプ」と呼ばれる合体を見せる。

#### プロテクトボット部隊
救急車両から変形する。5体合体して合体戦士ガーディアンになる。本作品ではシティ建造を担当していた。
防衛指揮官ホットスポット
航空支援員グレイズ
追撃員ストリートワイズ
偵察員グルーブ
救助員ファーストエイド
合体戦士ガーディアン
プロテクトボット部隊五体が合体した姿。

### デストロン軍団

#### デストロン
破壊大帝メガトロン
声 - 加藤精三
デストロン破壊大帝。
ダイノベースダイナザウラー
デストロンの移動要塞ダイノベースから移動基地、および巨大恐竜に変形。海を割って登場する。本作品ではダイノザウラーとよばれる。

#### ジェットロン部隊
デストロンの航空部隊。F-15に変形。
航空参謀スタースクリーム
声 - 鈴置洋孝
デストロンのNo.2である航空参謀。サンダークラッカー、スカイワープを従え、秘密工場を破壊しに向かうが、エアーボットの前に撤退。
航空兵サンダークラッカー
声 - 島香裕
航空兵スカイワープ
声 - 江原正士

#### カセットロン部隊
情報参謀サウンドウェーブ
声 - 政宗一成（ナレーションも兼任）
メガトロンの腹心であるロボット。無感情。
諜報破壊兵ジャガー
声 - フランク・ウェルカー（流用音声）
空中攻撃兵コンドル
燃料偵察兵ラットバット
声 - 城山知馨夫
カセットテープからコウモリに変形。カセットボットの攻撃を掻い潜り、スクランブルシティ計画をスパイする。

#### ビルドロン部隊
建設車両から変形し、破壊と建造を得意とする。6体合体して巨人兵デバスターになる。
輸送兵ロングハウル
声 - 石井敏郎
建築兵スクラッパー
衛生兵グレン
偽装兵ミックスマスター
採掘兵スカベンジャー
破壊兵ボーンクラッシャー
巨人兵デバスター
声 - 加藤精三
ビルドロン部隊の合体兵士。

#### スタントロン部隊
自動車から変形。5体合体して合体兵士メナゾールになる。本作品においてはエアーボット対策のために作られたとされる。
参謀モーターマスター
声 - 戸谷公次
デストロン新戦力スタントロン部隊の攻撃指揮官。敗退したスタースクリームに代わり、秘密工場破壊に向かう。
斥候ブレークダウン
兵士ドラッグストライプ
テロリスト ワイルドライダー
兵士デッドエンド
合体兵士メナゾール
声 - 戸谷公次
スタントロン部隊五体が合体した姿。本作品では「パワータイプ」「アタックタイプ」と呼ばれる合体を見せる。

#### コンバットロン部隊
軍用機から変形する。5体合体して合体兵士ブルーティカスになる。
攻撃参謀オンスロート
声 - 島香裕
コンバットロン部隊の司令官。スタントロン部隊の増援として登場。
宇宙兵ブレストオフ
偵察兵ボルター
狙撃兵ブロウル
補給兵スィンドル
合体兵士ブルーティカス
声 - 島香裕 ※エンディングでは城山知馨夫と誤表記
コンバットロン部隊五体が合体した姿。

### 地球人、他
スパークプラグ
スパイク
カーリー
チップ
本作品では、彼らレギュラー陣もまた、シティ建造に従事している。
テレトラン1
声 - 江原正士
サイバトロン基地のメインコンピュータ。

## スタッフ
- プロデューサー - 佐藤博久（株式会社タカラ）、籏野義文、関口孝治
- 脚本 - 安藤豊弘
- 作画監督 - 山口聡
- 演出 - 遠藤勇二
- 美術 - 杉浦正一郎
- キャラクター・美術デザイン - フロロ・デリー、アーサー・キム、ジョージ・グッド
- 音楽 - ロバート・J・ウォルシュ、ジョニー・ダグラス
- 音響ディレクター - 田島荘三
- 音響制作 - コスモプロモーション
- スペシャル・サンクス - サンボウ・プロダクション、マーベル・プロダクション
- 制作 - 株式会社タカラ、東映動画株式会社

## 主題歌
オープニングテーマ「TRANSFORMER～トランスフォーマー～」
歌 - 下成佐登子 / 作詞 - 大津あきら / 作曲 - 筒美京平 / 編曲 - 鷺巣詩郎
エンディングテーマ「Peace Again～ピース・アゲイン～」
歌 - 下成佐登子 / 作詞 - 大津あきら / 作曲 - 筒美京平 / 編曲 - 鷺巣詩郎